# Сен-Кристоль (Воклюз)
Сен-Кристоль (фр. Saint-Christol) — коммуна во французском департаменте Воклюз региона Прованс — Альпы — Лазурный Берег. Относится к кантону Со.

## Географическое положение
Сен-Кристоль расположен в 55 км к востоку от Авиньона и в 29 км к юго-востоку от Со. Соседние коммуны: Ревес-дю-Бьон на северо-востоке, Монсалье на востоке, Симиан-ла-Ротонд на юго-востоке, Моньё и Со на северо-западе.
Коммуна находится на известняковом плато д’Альбион. На юге от коммуны находится высочайшая вершина Люберона Синьяль-де-Сен-Пьер (1256 м над уровнем моря).

## Демография
Население коммуны на 2010 год составляло 1350 человек.
| 1962 | 1968 | 1975 | 1982 | 1990 | 1999 | 2010 |
| ---- | ---- | ---- | ---- | ---- | ---- | ---- |
| 256  | 673  | 366  | 700  | 636  | 556  | 1350 |

## Достопримечательности

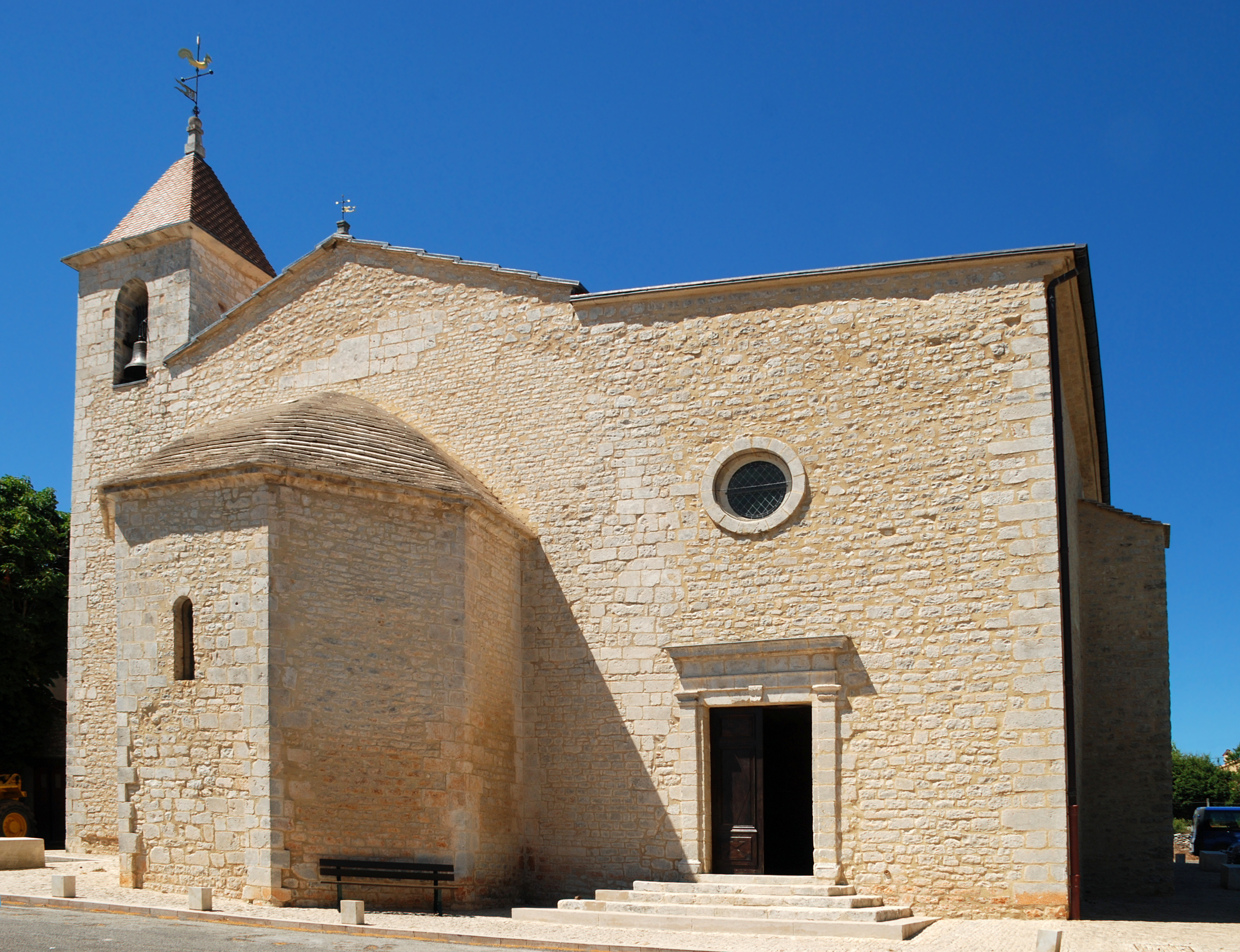
Церковь Нотр-Дам-э-Сен-Кристоф в Сен-Кристоль.

- Церковь Нотр-Дам-э-Сен-Кристоф, XII века.

## Известные уроженцы
- Жозеф Эльзеар Морена (фр. Joseph Elzéar Morénas, 1776—1830) — французский востоковед, ботаник, исследователь российской тундры.
- Морис Пик (фр. Maurice Pic, 1913—1991) — французский политический деятель.